# شومشال (بهمئي غرمسيري الشمالي)
شومشال (بالفارسية: شومشال) هي قرية تقع في إيران في قسم بهمئي غرمسیري الشمالي الريفي. يقدر عدد سكانها بـ 10 نسمة بحسب إحصاء 2016.